# 阿西内利塔

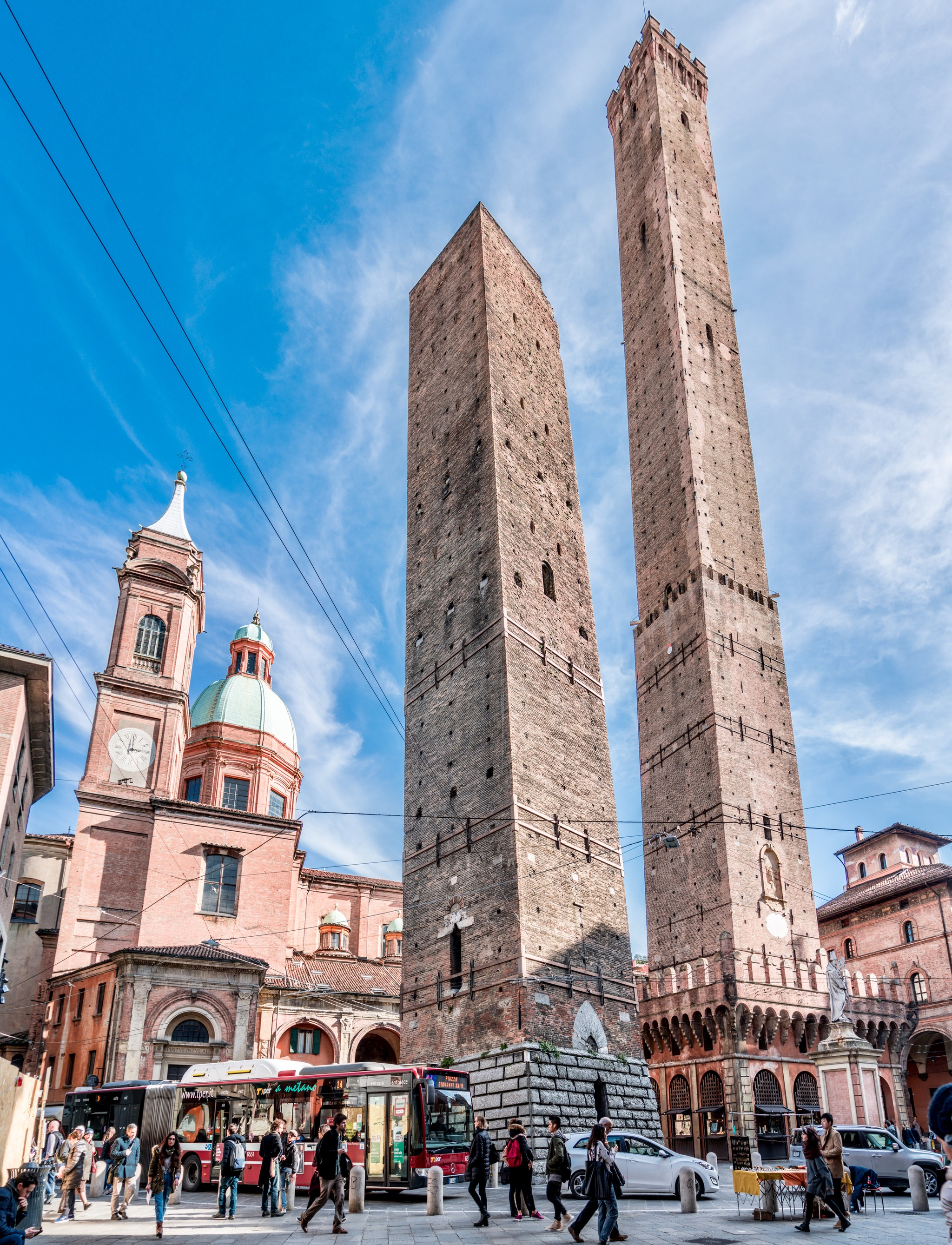
博洛尼亞雙塔，右邊為阿西内利塔

阿西内利塔是意大利博洛尼亚的一座塔楼。与其孪生的加里森达塔（Torre Garisenda）同为该市的象征之一。

## 特征

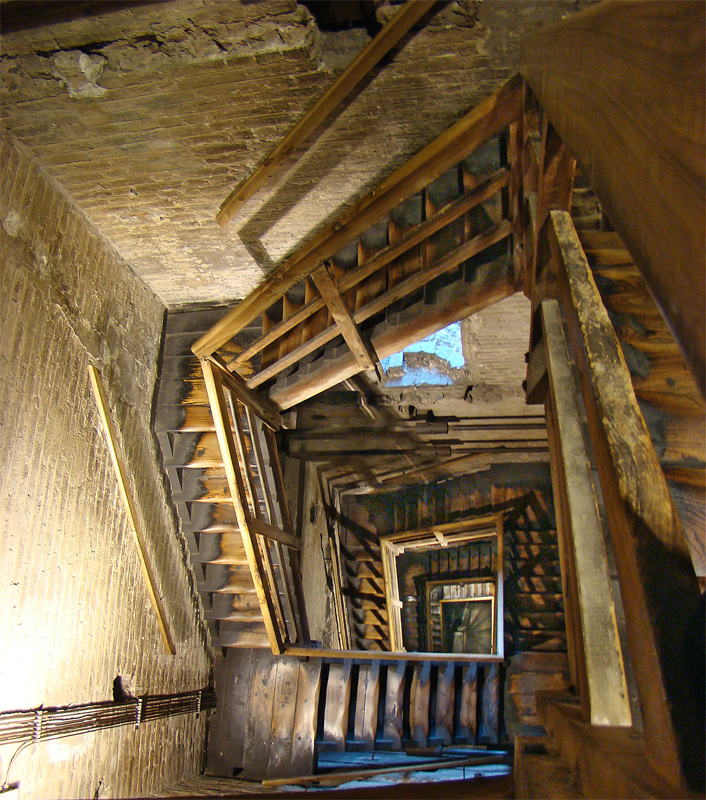
塔楼内部的木制楼梯

阿西内利塔耸立在博洛尼亚历史中心的拉维尼亚纳门广场（Piazza di Porta Ravegnana），有五条街道在此交汇：西面的里佐利街（via Rizzoli），东面的圣维塔莱街（via San Vitale）、马焦雷街（strada Maggiore），东南面的圣斯德望街（via Santo Stefano），和南面的卡斯蒂利奥内街（via Castiglione）。加里森达塔在其北侧，距离约十米。
阿西内利塔高度97.2米，是博洛尼亚最高的塔楼。它倾斜1.3度，顶部偏转2.2米。这是一座方形的砖石建筑。内部是空心的，498级的木制楼梯沿着墙壁螺旋，通向顶部。塔楼现在是一个旅游景点，向公众开放。

## 历史

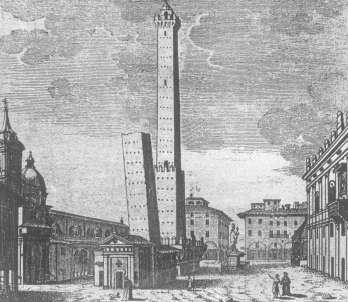

在12和13世纪，博洛尼亚建造了大量塔楼，其原因尚不清楚，但据推测，该市最富有的家族会用它们作为防御工具，以及权力的象征。阿西内利塔建于1109年至1119年之间，它的名字源于阿西内利家族。事实上，最早的文字记载只可追溯到1185年。通过检测砖石可以推测，这座塔最初只有60米左右，其高度随后逐渐达到现值。
阿西内利塔在1185年的一场严重火灾中幸存下来。塔楼在14世纪属于城市，用作堡垒和监狱。这时，又增加了一座木制人行天桥，通往加里森达塔。这座天桥在1398年被大火烧毁。
科学家乔瓦尼·巴蒂斯塔·里乔利（1640年）和乔瓦尼·巴蒂斯塔·古格列尔米尼（18世纪）都曾利用该塔进行自由落体和地球自转的实验。1824年安装了一个避雷针。在第二次世界大战期间，在1943年至1945年之间，该塔曾被用于侦察功能：盟军轰炸期间，四名志愿者驻扎在塔顶，以便向炸弹袭击地区提供救援。

## 传说
有一种说法是，博洛尼亚大学的学生不能爬上阿西内利塔，否则可能会不能通过考试。